# Никтеј
Никтеј (грч. Νυκτέας) је у грчкој митологији било име више личности. 

## Митологија
- Био је владар Тебе, син Хиријеја и нимфе Клоније, Ликов брат, ожењен Поликсом. Према неким изворима, његов отац је био Хтоније, један од Спарта. Никтеј је заједно са својим братом Ликом на Еубеји убио Флегију, па су због тога пребегли у Тебу. Тамо је своју кћер Никтеиду удао за краља Полидора, а другу кћер Антиопу је завео Зевс. Када је схватила да је трудна, плашећи се очевог гнева, Антиопа је побегла у Сикион и удала се за краља Епопеја, кога Никтеј није волео. Никтеј је тада или извршио самоубиство јер није могао да прежали губитак кћери или је погинуо у покушају да је врати са војиском коју је повео. Пред смрт је заклео свог брата Лика да се освети Епопеју и Антиопи. Неки извори кажу да је био краљ Беотије, али да је добио да управља Тебом тако што му је поверен унук Лабдак док је још био дете, а након Полидорове смрти.[1][2]
- Према Аполодору и Хигину, син Посејдона и Плејаде Келено, Калистин отац.[2]
- Према Овидијевим „Метаморфозама“, Диомедов пратилац који је у Италији претворен у птицу.[2]